# Ямайка на літніх Олімпійських іграх 1972
Ямайка на літніх Олімпійських іграх 1972 в Мюнхені (ФРН) була представлена 33-ма спортсменами (21 чоловік та 12 жінок) у 6 видах спорту, які вибороли одну олімпійську медаль.
Наймолодшим членом команди була плавчиня Белінда Філіпс (13 років 361 день), найстарішим — яхтсмен Майкл Кіт Нюнс (54 роки 214 днів).

## Бронза
- Леннокс Міллер — легка атлетика: 100 метрів, чоловіки.